# Hostens
Hostens (prononcé [ɔstɛ̃s]) est une commune du Sud-Ouest de la France, située dans le département de la Gironde, en région Nouvelle-Aquitaine.

## Géographie

### Localisation
La commune est située dans les Landes de Gascogne, dans la Haute-Lande-Girondine, à l'extrême ouest du l'arrondissement de Langon et en limite du département des Landes.
On y trouve une base de loisirs départementale où plusieurs activités sont proposées autour des cinq lacs.

### Communes limitrophes
Les communes limitrophes en sont Saint-Magne au nord, Louchats à l'est, Le Tuzan au sud-est, Mano (Landes) au sud, et Belin-Béliet à l'ouest.
|              | Saint-Magne   |          |
| Belin-Béliet | Hostens       | Louchats |
|              | Mano (Landes) | Le Tuzan |

### Climat
Pour des articles plus généraux, voir Climat de la Nouvelle-Aquitaine et Climat de la Gironde.
Historiquement, la commune est exposée à un climat océanique aquitain.  
En 2020, Météo-France publie une typologie des climats de la France métropolitaine dans laquelle la commune est exposée à un climat océanique et est dans la région climatique Aquitaine, Gascogne, caractérisée par une pluviométrie abondante au printemps, modérée en automne, un faible ensoleillement au printemps, un été chaud (19,5 °C), des vents faibles, des brouillards fréquents en automne et en hiver et des orages fréquents en été (15 à 20 jours).
Pour la période 1971-2000, la température annuelle moyenne est de 12,7 °C, avec une amplitude thermique annuelle de 14,2 °C. Le cumul annuel moyen de précipitations est de 1 026 mm, avec 12,4 jours de précipitations en janvier et 7,4 jours en juillet. Pour la période 1991-2020, la température moyenne annuelle observée sur la station météorologique la plus proche, située sur la commune de Belin-Béliet à 12 km à vol d'oiseau, est de 14,0 °C et le cumul annuel moyen de précipitations est de 927,7 mm,. Pour l'avenir, les paramètres climatiques de la commune estimés pour 2050 selon différents scénarios d’émission de gaz à effet de serre sont consultables sur un site dédié publié par Météo-France en novembre 2022.

## Urbanisme

### Typologie
Au 1er janvier 2024, Hostens est catégorisée bourg rural, selon la nouvelle grille communale de densité à sept niveaux définie par l'Insee en 2022.
Elle est située hors unité urbaine. Par ailleurs la commune fait partie de l'aire d'attraction de Bordeaux, dont elle est une commune de la couronne,. Cette aire, qui regroupe 275 communes, est catégorisée dans les aires de 700 000 habitants ou plus (hors Paris),.

### Occupation des sols

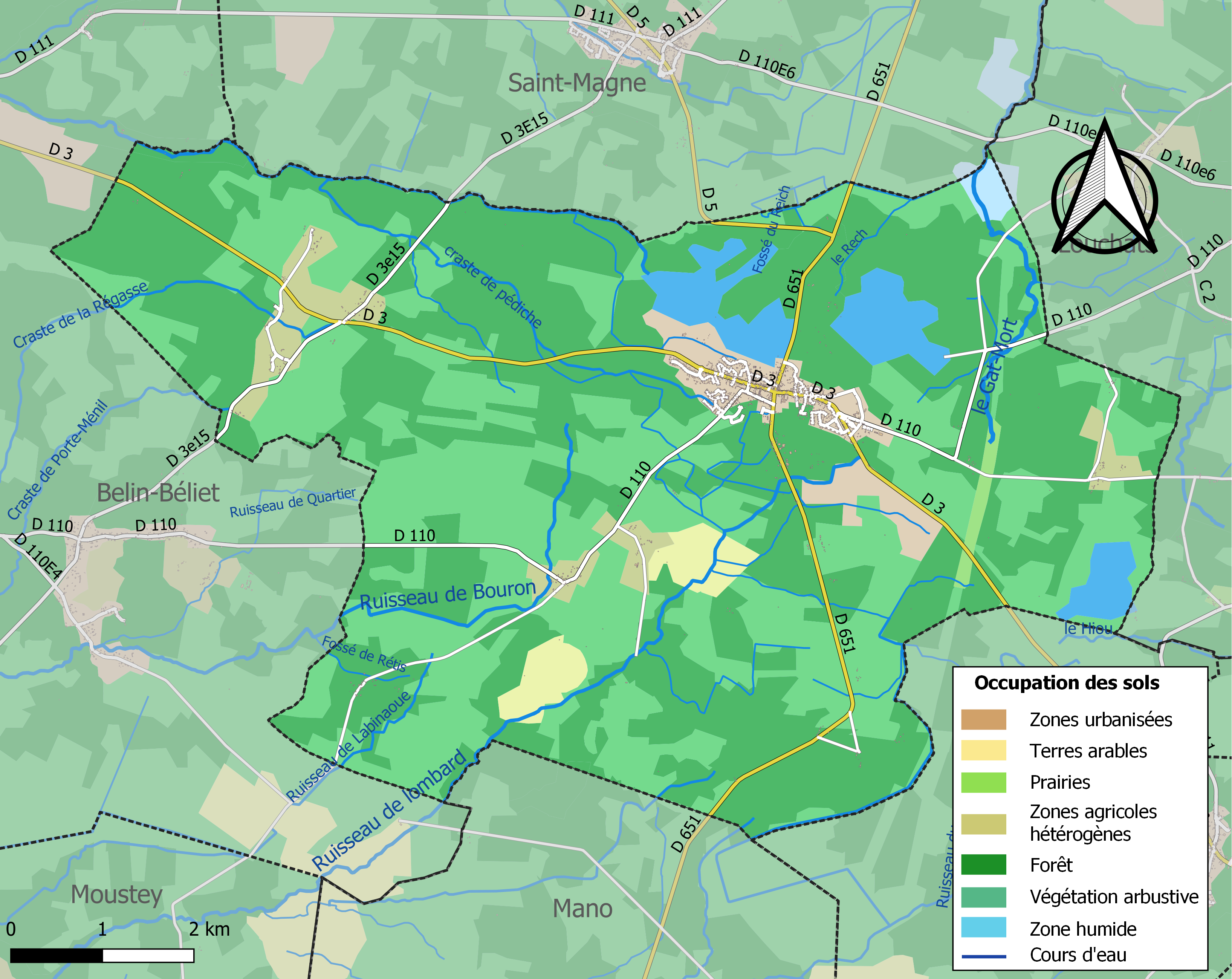
Carte des infrastructures et de l'occupation des sols de la commune en 2018 (CLC).

L'occupation des sols de la commune, telle qu'elle ressort de la base de données européenne d’occupation biophysique des sols Corine Land Cover (CLC), est marquée par l'importance des forêts et milieux semi-naturels (86,4 % en 2018), une proportion sensiblement équivalente à celle de 1990 (86,6 %). La répartition détaillée en 2018 est la suivante : 
forêts (49,9 %), milieux à végétation arbustive et/ou herbacée (36,5 %), eaux continentales (4 %), zones agricoles hétérogènes (3,3 %), zones urbanisées (2,4 %), terres arables (1,9 %), zones industrielles ou commerciales et réseaux de communication (1,1 %), prairies (0,5 %), zones humides intérieures (0,4 %). L'évolution de l’occupation des sols de la commune et de ses infrastructures peut être observée sur les différentes représentations cartographiques du territoire : la carte de Cassini (XVIIIe siècle), la carte d'état-major (1820-1866) et les cartes ou photos aériennes de l'IGN pour la période actuelle (1950 à aujourd'hui).

### Risques majeurs
Le territoire de la commune d'Hostens est vulnérable à différents aléas naturels : météorologiques (tempête, orage, neige, grand froid, canicule ou sécheresse), inondations, feux de forêts et séisme (sismicité très faible). Un site publié par le BRGM permet d'évaluer simplement et rapidement les risques d'un bien localisé soit par son adresse soit par le numéro de sa parcelle.
La commune a été reconnue en état de catastrophe naturelle au titre des dommages causés par les inondations et coulées de boue survenues en 1982, 1999, 2009 et 2020,.
Hostens est exposée au risque de feu de forêt. Depuis le 20 avril 2016, les départements de la Gironde, des Landes et de Lot-et-Garonne disposent d’un règlement interdépartemental de protection de la forêt contre les incendies. Ce règlement vise à mieux prévenir les incendies de forêt, à faciliter les interventions des services et à limiter les conséquences, que ce soit par le débroussaillement, la limitation de l’apport du feu ou la réglementation des activités en forêt. Il définit en particulier cinq niveaux de vigilance croissants auxquels sont associés différentes mesures,.

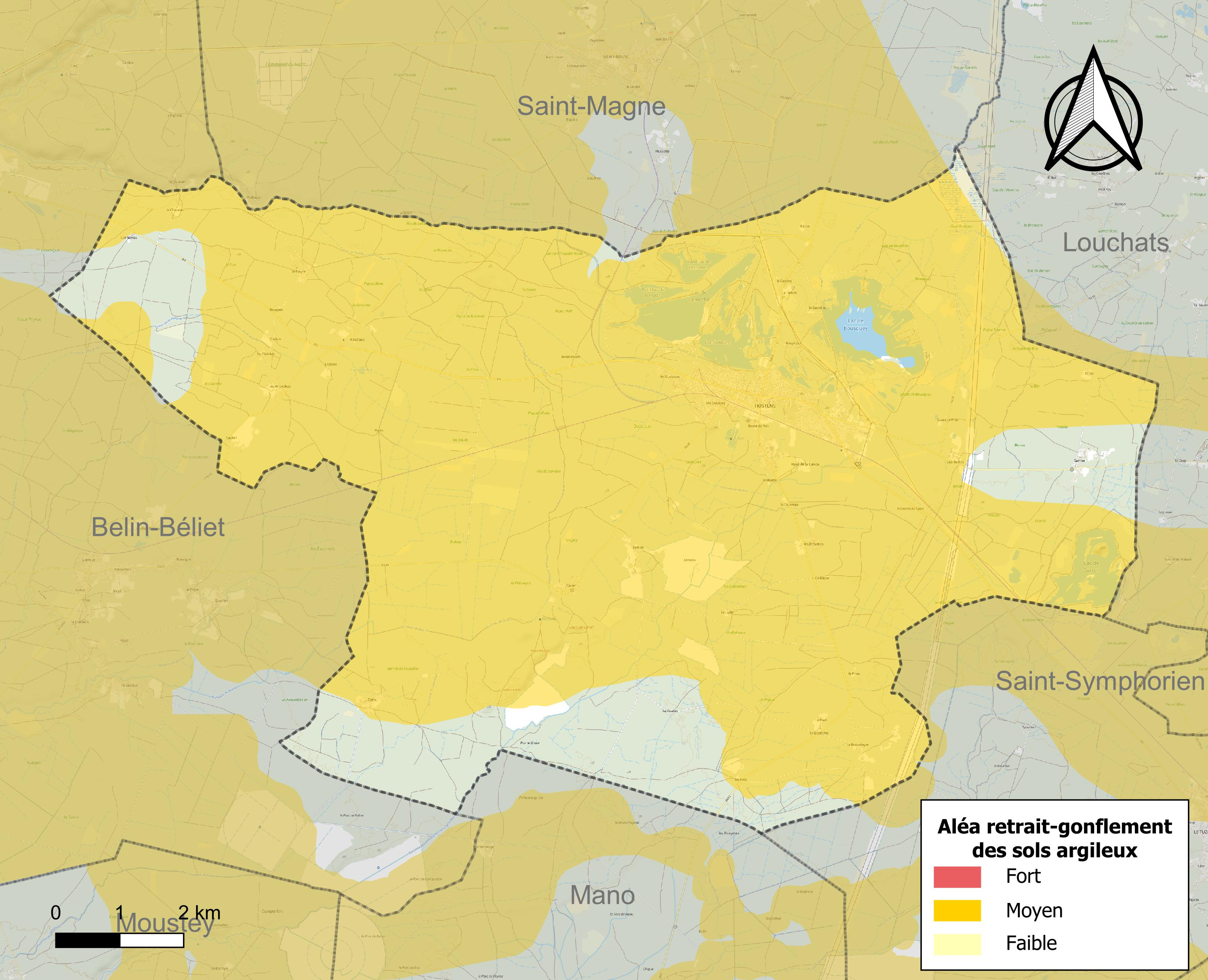
Carte des zones d'aléa retrait-gonflement des sols argileux d'Hostens.

Le retrait-gonflement des sols argileux est susceptible d'engendrer des dommages importants aux bâtiments en cas d’alternance de périodes de sécheresse et de pluie. 85,1 % de la superficie communale est en aléa moyen ou fort (67,4 % au niveau départemental et 48,5 % au niveau national). Sur les 708 bâtiments dénombrés sur la commune en 2019, 698 sont en aléa moyen ou fort, soit 99 %, à comparer aux 84 % au niveau départemental et 54 % au niveau national. Une cartographie de l'exposition du territoire national au retrait gonflement des sols argileux est disponible sur le site du BRGM,.
Par ailleurs, afin de mieux appréhender le risque d’affaissement de terrain, l'inventaire national des cavités souterraines permet de localiser celles situées sur la commune.
Concernant les mouvements de terrains, la commune a été reconnue en état de catastrophe naturelle au titre des dommages causés par des mouvements de terrain en 1999.

## Toponymie
Le toponyme est attesté sous les formes médiévales Austen en 1228, Austens en 1273, Osten en 1289, Austens, Aust[ensis] en 1333, Osten, Austen au XIVe siècle.
D'un point de vue phonétique, les initiales en O- sont systématiquement traitées en Au- dans les parlers occitans dont le gascon. Le H- initial et le -s final ne sont pas étymologiques. Il est prononcé « Austen » en gascon, mais écrit Ostens.
L'étymologie de Hostens ne fait pas l'unanimité chez les toponymistes : 
- Albert Dauzat envisage une formation germanique basée sur un le nom de femme Osta, de Aust- et le suffixe locatif -ing[23]. Ce suffixe latinisé en -ingos, explique des terminaisons -ens, -ans, -eins, un peu partout en France. Cependant, la forme primitive Austen de 1228 semble montrer (ainsi que certaines formes postérieures) que le -s est en réalité postiche.
- Ernest Nègre propose le nom de personne germanique Austindus[22], pris absolument, selon un mode de formation des toponymes commun dans le sud de la France. Bien qu'il n'y ait pas de trace d'un [d] dans les formes anciennes, la chute de celui-ci en cette position est un phénomène régulier. Enfin cet anthroponyme présente l'avantage d'être attesté dans  la région et connu notamment grâce à Austinde d'Auch, archevêque d'Auch au milieu du XIe siècle et également appelé saint Ostent (Austindus en latin). Ce nom de personne est vraisemblablement une altération ancienne par métathèse du nom wisigothique Autsindus, porté également par un clerc, à savoir Autsinde de Limoges (VIIe siècle).
- Bénédicte Boyrie-Fénié suggère l'idée d’un nom de domaine basé sur le cognomen latin Augustus + suffixe aquitain -ain / -en[24]. La principale objection à cette théorie est l'absence de trace d'un [g] sous quelque forme que ce soit dans les attestations anciennes.

Remarque : comme le montrent les formes anciennes, seuls éléments sur lesquels puisse s'appuyer la recherche de l'étymologie en onomastique et, plus généralement, en linguistique, ce nom n'a aucun rapport avec le nom de personne scandinave Hásteinn / Hástæinn (rendu par Hastingus dans les chroniques en latin). Ce nom de personne explique en revanche les toponymes normands Hattenville (Seine-Maritime, Hastingi villa en 1032 - 35) / Hattentot (Seine-Maritime, Hastentot en 1456 de *Hásteinntoft cf. William de Hastentoft, baron anglo-normand) et Hatainville (Manche, Hasteinvilla vers 1175). Les toponymistes n'identifient d'ailleurs aucun anthroponyme norrois dans la toponymie aquitaine.

## Histoire
Le bourg d'Hostens semble avoir été fréquenté depuis très longtemps. Les premières mentions écrites du lieu correspondent au XIIIe siècle.
Un château existait au XIIIe siècle, vraisemblablement au lieu-dit le Castéra.
La population a été relativement importante puisque 956 habitants y sont cités en l'an 1726 puis 1 674 en l'an 1827.
Pour plus d'information sur la situation de la commune au XVIIIe siècle, voir l'ouvrage de Jacques Baurein.
À la Révolution, la paroisse Saint-Pierre d'Hostens forme la commune d'Hostens. Le 4 mars 1863, la commune d'Hostens est démembrée pour former la commune de Louchats à partir d'un hameau au nord-est de la commune ; celle d'Hostens perd de ce fait 8 à 900 habitants sur les 1 885 recensés en 1861.
Pendant la fin du XIXe siècle, la commune s'ouvre, d'une certaine façon, davantage vers l'extérieur, matériellement par les nouveaux moyens de transport et intellectuellement par l'école puis par les moyens de communication. Hostens continue ainsi le changement de mode de vie amorcé au début de ce siècle par les plantations de pins et le développement du gemmage.
L'exploitation de ce bois permet la création de petites industries : scieries, distillerie de résine. Le chemin de fer apparaît à Hostens en 1880 et dès lors prend de l'importance dans la vie du bourg. La décision d'implantation du télégraphe remonte à 1891. L'électrification, quant à elle, est décidée en février 1927 mais le premier éclairage public attendra 1935.

### Exploitation dulignite
Dans le début des années 1930, la société Minela qui exploitait des concessions de lignite en galerie à Laluque (région d'Arjuzanx) retient le site d'Hostens comme plus avantageux, la profondeur des couches de ce combustible permettant une exploitation à ciel ouvert. Une centrale électrique est implantée à Hostens pour tirer parti de ce gisement daté du Pliocène  (entre -5,3 et -2,6 millions d'années).
Après la guerre de 39-45, la centrale et la mine, nationalisées en 1947, passent sous contrôle de l'EDF. L'activité ralentit progressivement à partir de 1960 pour cesser complètement début 1966. Une conséquence de cette perte d'activité a été la diminution de la population de la commune : elle passe de 1 269 habitants lors du recensement de 1954 à 727 habitants lors de celui de 1968 et atteint 755 habitants en 2000. Le départ définitif d'EDF en 1967 laisse un grand nombre de logements inutilisés autour du site de la centrale et des lacs correspondants aux anciens lieux d'extraction. L'idée de récupérer le site et une partie de ses installations pour créer un village de vacances placé dans un domaine départemental de 650 hectares est attribuée au préfet de région.
Des travaux d'aménagement, avec apport de sable blanc et plantations, permettent de transformer le lac de Lamothe en une plage ouverte à la baignade au début des années 1970. Le lac du Bousquey constitue une réserve pour la pêche et l'ornithologie. Des aires de pique-nique sont ouvertes en divers emplacements pour faciliter l'accueil des familles qui viennent nombreuses passer le dimanche à Hostens à la belle saison. Cet ensemble touristique est complété par des sentiers de randonnée pédestre, cavalière et VTT ainsi que par la piste cyclable Mios-Bazas construite sur l'emprise de l'ancienne voie ferrée.

## Politique et administration

### Liste des maires
| Période                                  | Période   | Identité                  | Étiquette | Qualité                                         |
| ---------------------------------------- | --------- | ------------------------- | --------- | ----------------------------------------------- |
| avant 1894                               | ?         | Paul Hazera               |           | Sylviculteur                                    |
|                                          |           |                           |           |                                                 |
| 1919                                     | 1944      | André Hazera (né en 1882) | RG        | Médecin                                         |
| 1944                                     | 1971      | René Ducau-Martin         |           |                                                 |
| 1971                                     | 1995      | Michel Larrouy            |           |                                                 |
| 1995                                     | 2001      | Jacques Duverger          |           |                                                 |
| mars 2001                                | mars 2008 | Jacques Dartiailh         |           |                                                 |
| mars 2008                                | mars 2014 | Michel Viallesoubranne    |           |                                                 |
| mars 2014                                | En cours  | Jean-Louis Dartiailh      | DVG       | Retraité, suppléant du conseiller départemental |
| Les données manquantes sont à compléter. |           |                           |           |                                                 |

### Intercommunalité
Le 1er janvier 2014, la communauté de communes du Pays paroupian ayant été supprimée, la commune d'Hostens s'est retrouvée intégrée à la communauté de communes du Sud Gironde siégeant à Mazères.

## Démographie
Les habitants sont appelés les Hostensois.
L'évolution du nombre d'habitants est connue à travers les recensements de la population effectués dans la commune depuis 1793. Pour les communes de moins de 10 000 habitants, une enquête de recensement portant sur toute la population est réalisée tous les cinq ans, les populations de référence des années intermédiaires étant quant à elles estimées par interpolation ou extrapolation. Pour la commune, le premier recensement exhaustif entrant dans le cadre du nouveau dispositif a été réalisé en 2005.

En 2022, la commune comptait 1 530 habitants, en évolution de +15,12 % par rapport à 2016 (Gironde : +6,91 %, France hors Mayotte : +2,11 %).
| 1793  | 1800  | 1806  | 1821  | 1831  | 1836  | 1841  | 1846  | 1851  |
| ----- | ----- | ----- | ----- | ----- | ----- | ----- | ----- | ----- |
| 1 507 | 1 326 | 1 369 | 1 677 | 1 719 | 1 674 | 1 663 | 1 730 | 1 824 |

| 1856  | 1861  | 1866  | 1872  | 1876  | 1881  | 1886  | 1891  | 1896  |
| ----- | ----- | ----- | ----- | ----- | ----- | ----- | ----- | ----- |
| 1 812 | 1 885 | 1 111 | 1 077 | 1 094 | 1 059 | 1 101 | 1 133 | 1 146 |

| 1901  | 1906  | 1911  | 1921  | 1926  | 1931  | 1936  | 1946  | 1954  |
| ----- | ----- | ----- | ----- | ----- | ----- | ----- | ----- | ----- |
| 1 124 | 1 130 | 1 153 | 1 063 | 1 075 | 1 078 | 1 101 | 1 077 | 1 269 |

| 1962  | 1968 | 1975 | 1982 | 1990 | 1999 | 2005  | 2006  | 2010  |
| ----- | ---- | ---- | ---- | ---- | ---- | ----- | ----- | ----- |
| 1 190 | 727  | 692  | 714  | 721  | 740  | 1 089 | 1 127 | 1 337 |

| 2015  | 2020  | 2022  | - | - | - | - | - | - |
| ----- | ----- | ----- | - | - | - | - | - | - |
| 1 323 | 1 482 | 1 530 | - | - | - | - | - | - |

## Culture locale et patrimoine

### Lieux et monuments
- Dans son état actuel, le village date essentiellement de la seconde moitié du XIXe siècle avec quelques maisons de maître et des habitations plus simples.
- L'église Saint-Pierre, d'aspect général néo-gothique, a été pratiquement entièrement reconstruite entre 1850 et 1863 avec quelques remplois d'un précédent édifice ; en 1903, le clocher a été reconstruit et deux bas-côtés ajoutés[34].
- À 6 km au sud-ouest du village, la petite chapelle Sainte-Catherine du hameau de Rêtis possède une architecture simple mais nettement plus attachante[35].
- Une maison bourgeoise bâtie dans un parc au centre du village pour le Dr Pirinski, un médecin originaire de Bulgarie, est une reproduction exacte d’un château bulgare avec échauguette, donjon et encorbellements[36].
- Cercle de l'Union Démocratique.

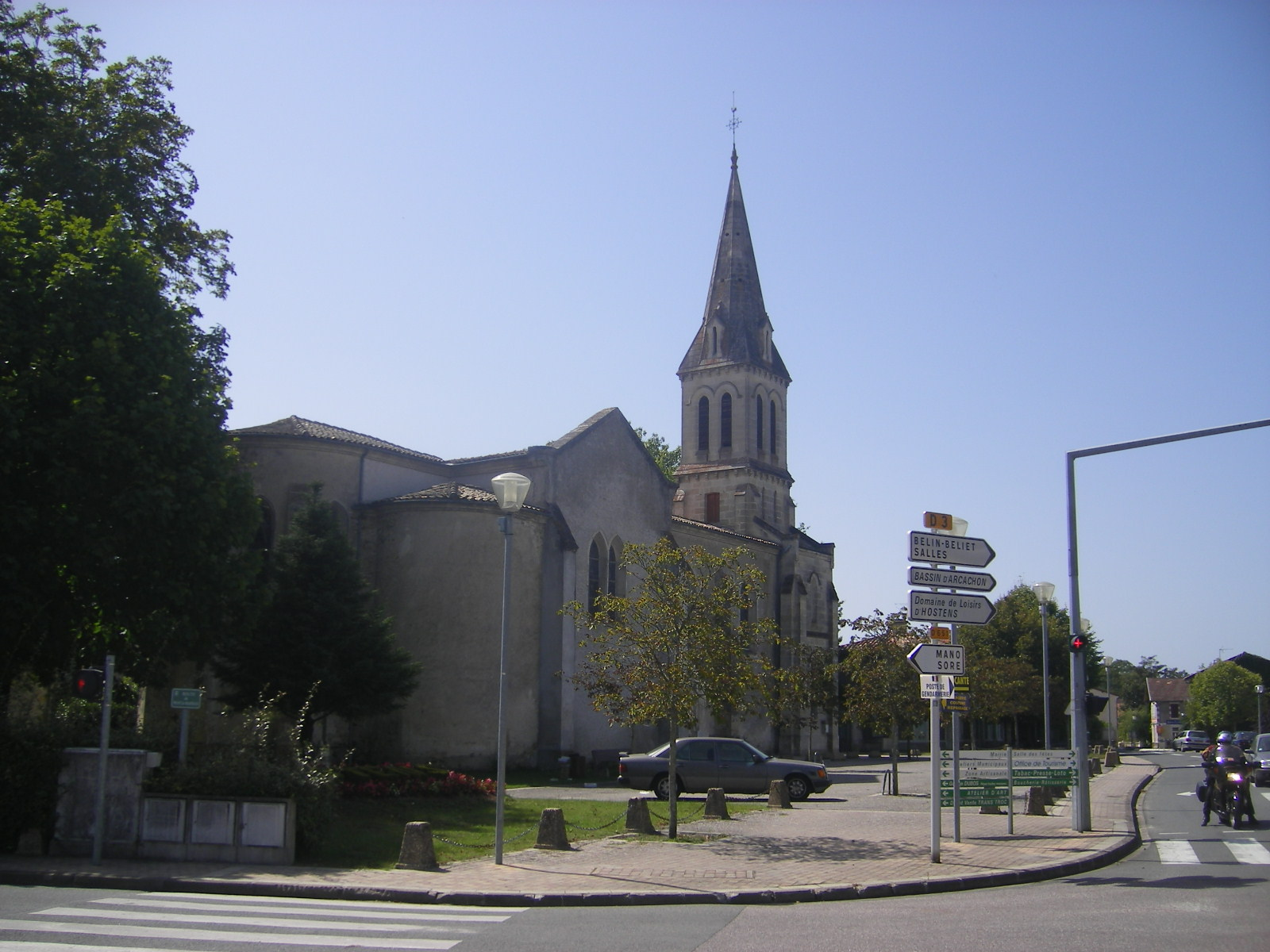
Vue du centre-bourg.
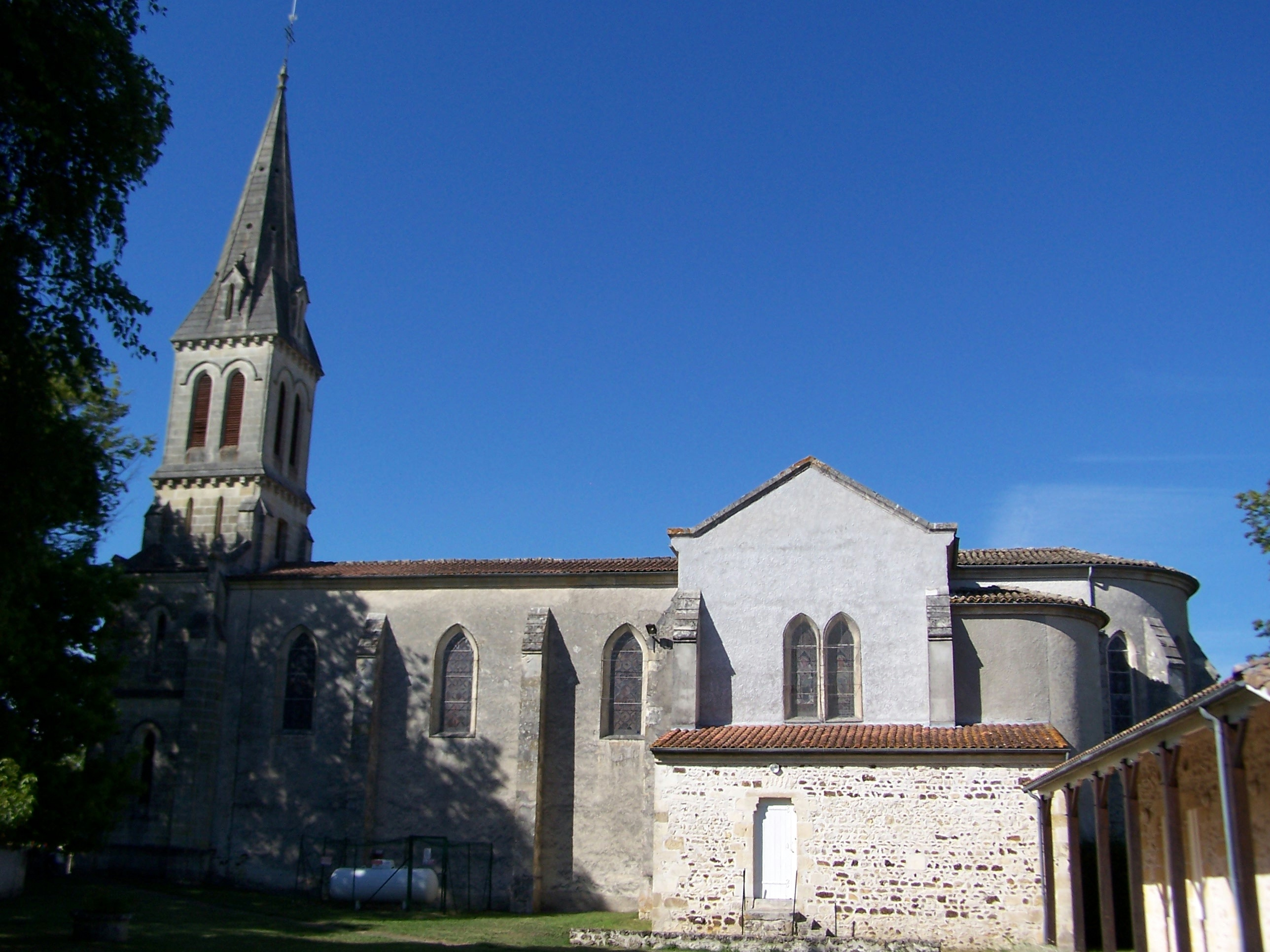
L'église Saint-Pierre (août 2015).
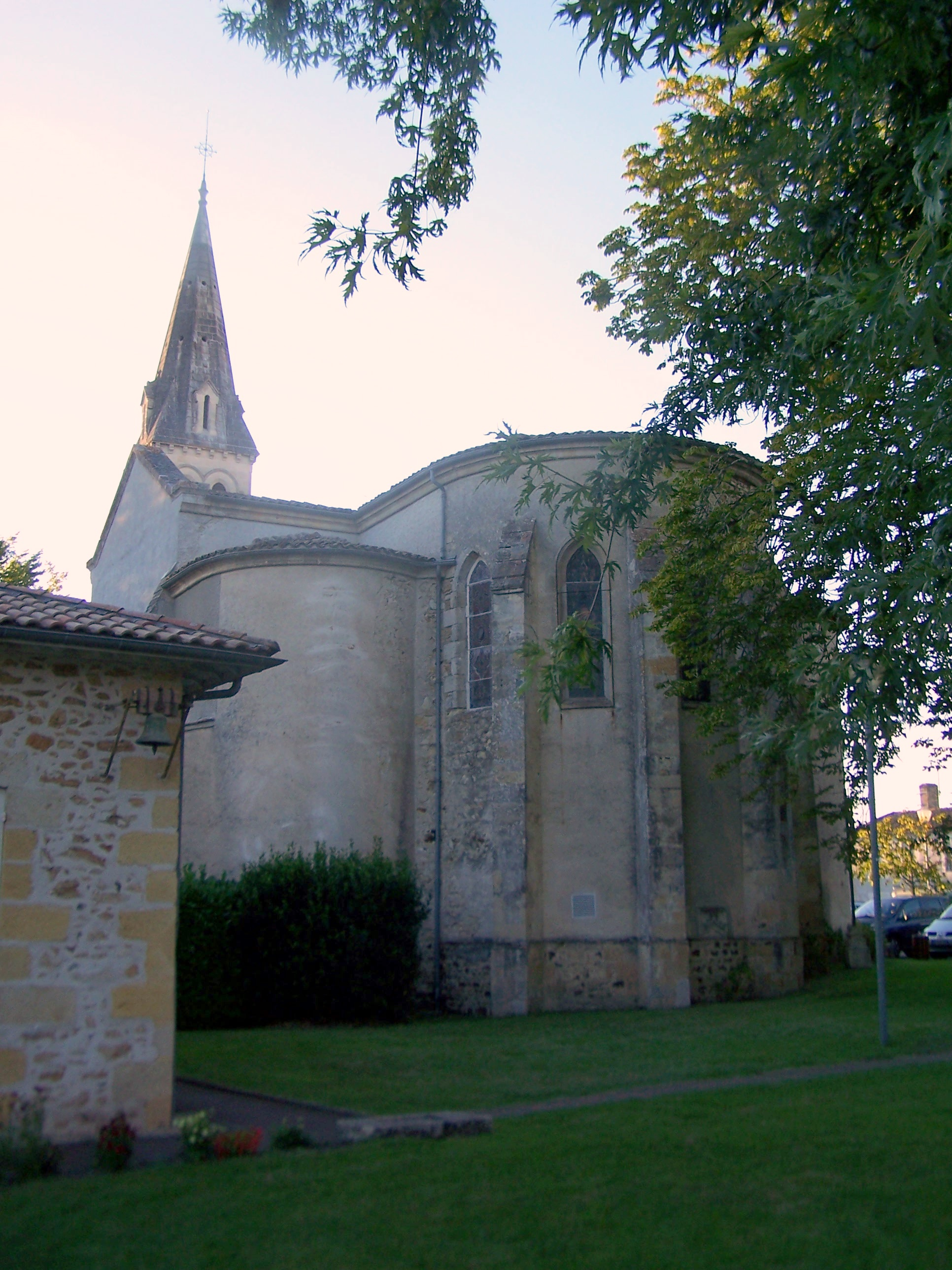
Le chevet de l'église (août 2015).
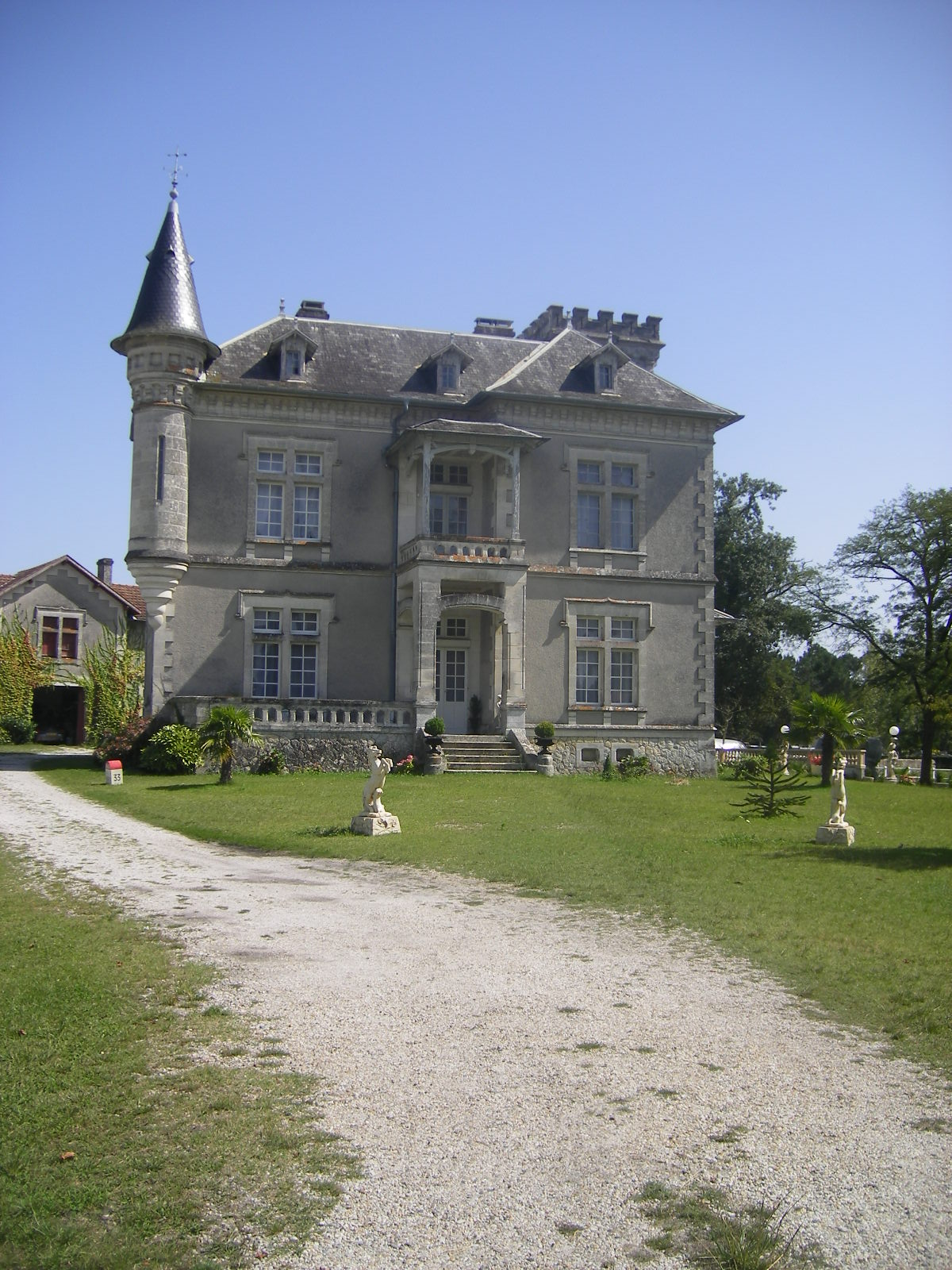
Maison bourgeoise, château bulgare (août 2007).

### Patrimoine naturel
- Base départementale de loisirs proposant :
  - Baignade surveillée, aviron, pêche, canoë-kayak
  - Tennis, minigolf, escalade
  - Accro-branche, bivouacs dans les arbres
  - Parcours nature de tir à l'arc
  - Circuit de randonnée, botanique
  - Locations : VTT, pédalos, canoë-kayak, kit course d'orientation, courts de tennis, pas de tir à l'arc
  - Balade à cheval et cours d'équitation : écurie des lacs
  - Stade de football
  - Parcours de VTT (bosses, cross)

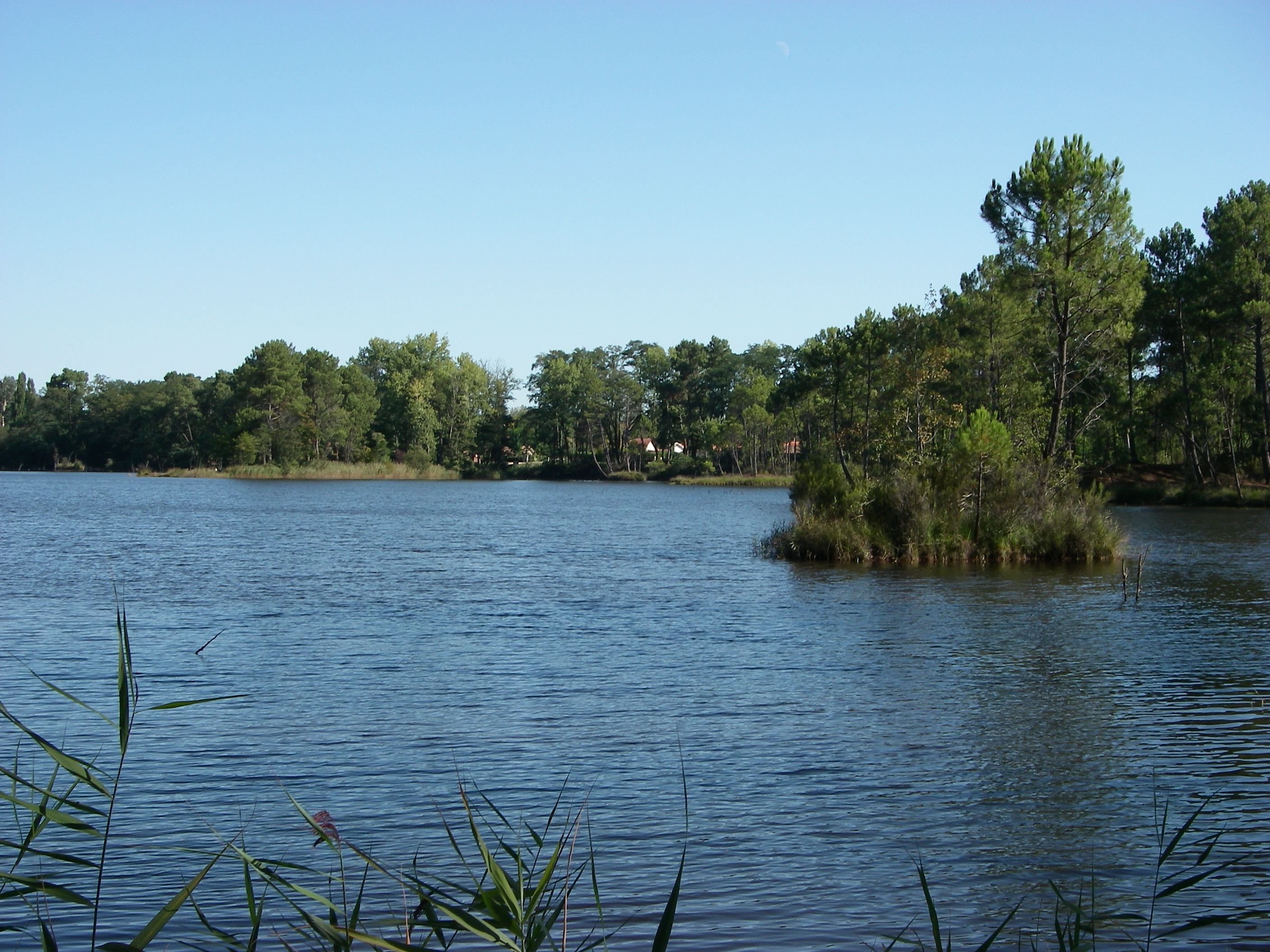
Un des lacs.
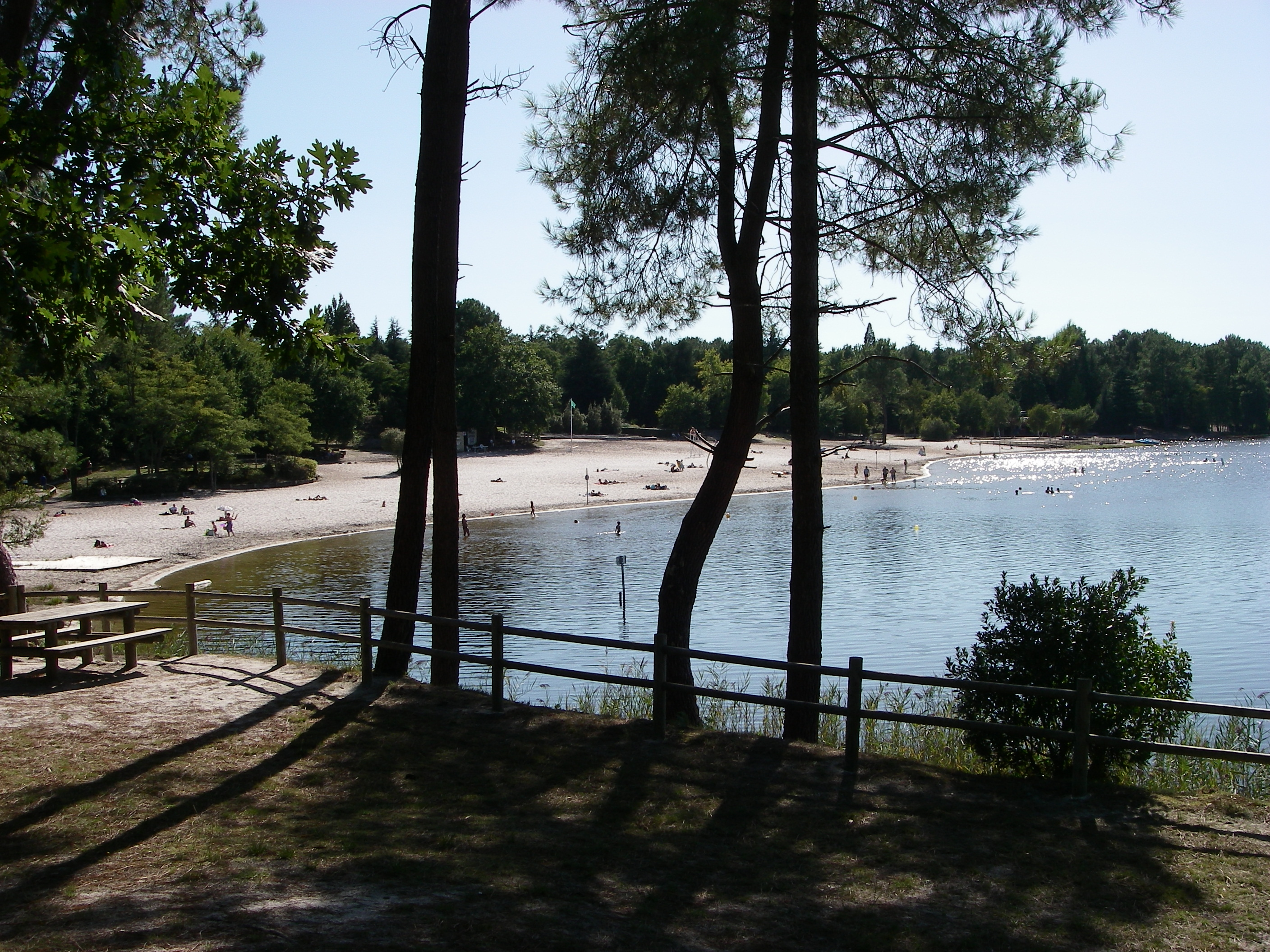
Plage sur un lac.
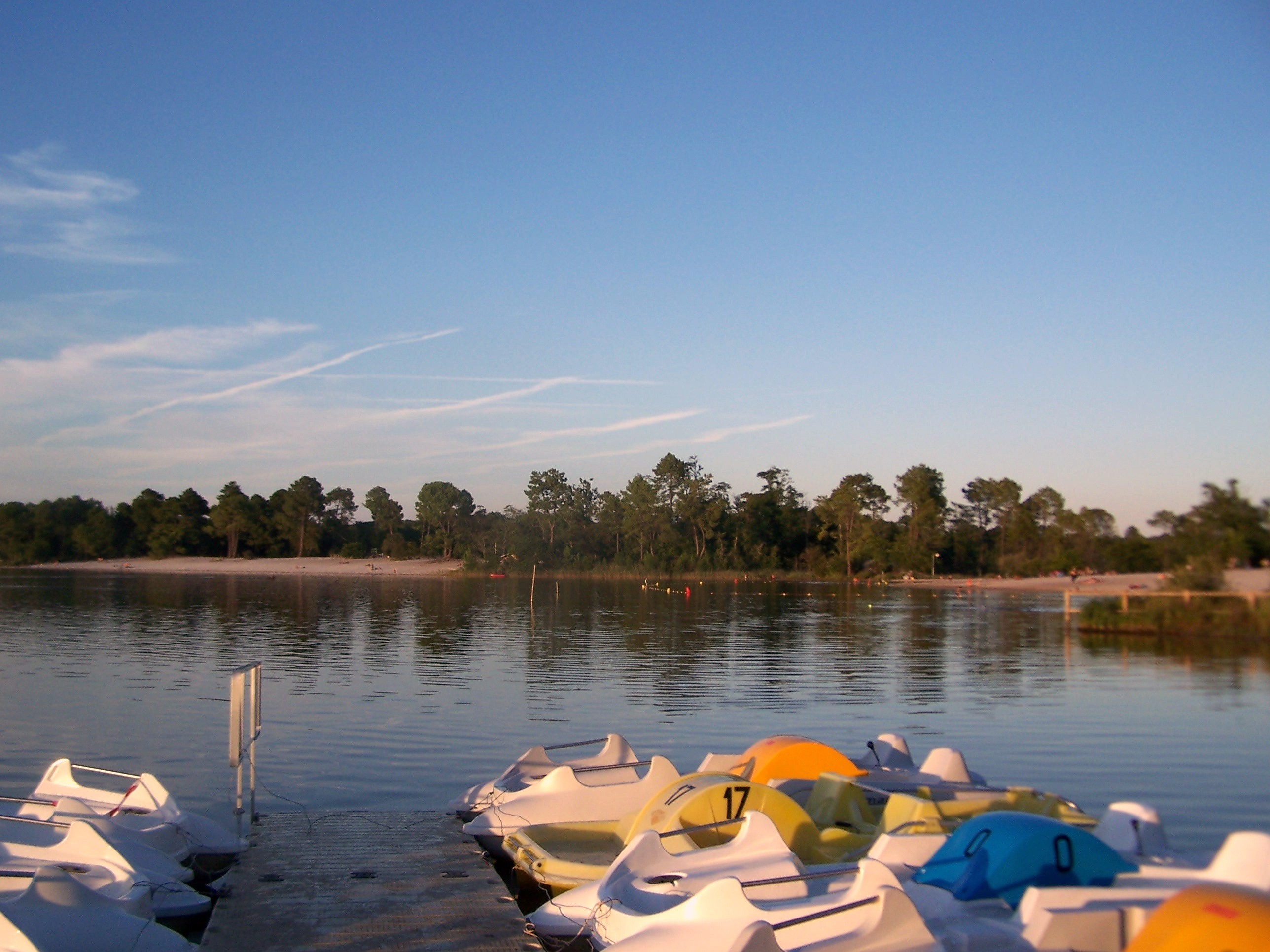
Le lac de Lamothe (août 2015).

### Personnalités liées à la commune
- Catherine Arnaud, championne de France, d'Europe (1987 à 1990) et du monde (1987 et 1989) de judo.